# NBA Live 97
NBA Live 97 est un jeu vidéo de basket-ball sorti en 1996 et fonctionne sur PlayStation, Super Nintendo, Mega Drive et PC. Le jeu a été développé par EA Sports, puis édité par Electronic Arts.